# Clathria aceratoobtusa
Clathria aceratoobtusa är en svampdjursart som först beskrevs av Carter 1887.  Clathria aceratoobtusa ingår i släktet Clathria och familjen Microcionidae. Inga underarter finns listade i Catalogue of Life.